# محمد السليطي
محمد سعد السليطي لاعب كرة قدم قطري، ولد في (11 أبريل 1985) ، لعب سابقاً في نادي الوكرة في دوري نجوم قطر و لعب سابقاً مع منتخب قطر .

## مسيرته الكروية
لعب محمد السليطي خلال مسيرته الاحترافية مع نادِ واحدٍ في 15 موسمًا وسجل خلالها 3 أهداف ضمن 193 مباراة. ولم يفوز بأي موسم بالكأس أو بالدوري.
خاض محمد السليطي مسيرته مع نادي الوكرة في موسم 2002–03 ليلعب معه خمسة عشر موسمًا، مشاركًا في 193 مباراة سجل خلالها 3 أهداف.

## روابط خارجية
- محمد السليطي على موقع قاعدة بيانات كرة القدم.إي يو (الإنجليزية)
- محمد السليطي على موقع ناشيونال فوتبول تيمز (الإنجليزية)